# Thorectes martensi
Thorectes martensi är en skalbaggsart som beskrevs av Jan Krikken 1981. Thorectes martensi ingår i släktet Thorectes och familjen tordyvlar. Inga underarter finns listade i Catalogue of Life.